# داوسون (كندا)
داوسون هي بلدة، في كندا، تقع في يوكون، بلغ عدد سكانها 1,319 نسمة وذلك حسب إحصائيات سنة 2010، تبلغ مساحتها 32.45 كيلومتر مربع.

## الموقع
تشترك في الحدود مع:
- المحيط المتجمد الشمالي.

## المناخ
يظهر الجدول التالي التغييرات المناخية على مدار السنة لداوسون:
| البيانات المناخية لـداوسون         | البيانات المناخية لـداوسون | البيانات المناخية لـداوسون | البيانات المناخية لـداوسون | البيانات المناخية لـداوسون | البيانات المناخية لـداوسون | البيانات المناخية لـداوسون | البيانات المناخية لـداوسون | البيانات المناخية لـداوسون | البيانات المناخية لـداوسون | البيانات المناخية لـداوسون | البيانات المناخية لـداوسون | البيانات المناخية لـداوسون | البيانات المناخية لـداوسون |
| الشهر                              | يناير                      | فبراير                     | مارس                       | أبريل                      | مايو                       | يونيو                      | يوليو                      | أغسطس                      | سبتمبر                     | أكتوبر                     | نوفمبر                     | ديسمبر                     | المعدل السنوي              |
| ---------------------------------- | -------------------------- | -------------------------- | -------------------------- | -------------------------- | -------------------------- | -------------------------- | -------------------------- | -------------------------- | -------------------------- | -------------------------- | -------------------------- | -------------------------- | -------------------------- |
| الدرجة القصوى قرينة الرطوبة        | 9.7                        | 8.8                        | 10.7                       | 22.4                       | 34.9                       | 35.0                       | 39.4                       | 37.9                       | 24.9                       | 19.5                       | 10.0                       | 5.0                        | 39.4                       |
| الدرجة القصوى °م (°ف)              | 9.7 (49.5)                 | 9.5 (49.1)                 | 14.2 (57.6)                | 23.0 (73.4)                | 34.7 (94.5)                | 35.0 (95.0)                | 35.0 (95.0)                | 33.5 (92.3)                | 26.1 (79.0)                | 20.1 (68.2)                | 12.8 (55.0)                | 12.8 (55.0)                | 35.0 (95.0)                |
| متوسط درجة الحرارة الكبرى °م (°ف)  | −21.8 (−7.2)               | −15.8 (3.6)                | −3.8 (25.2)                | 7.5 (45.5)                 | 15.5 (59.9)                | 21.8 (71.2)                | 23.1 (73.6)                | 19.4 (66.9)                | 12.1 (53.8)                | −0.4 (31.3)                | −14.3 (6.3)                | −18.7 (−1.7)               | 2.1 (35.8)                 |
| المتوسط اليومي °م (°ف)             | −26.0 (−14.8)              | −21.5 (−6.7)               | −12.1 (10.2)               | −0.1 (31.8)                | 8.2 (46.8)                 | 14.0 (57.2)                | 15.7 (60.3)                | 12.3 (54.1)                | 5.8 (42.4)                 | −4.7 (23.5)                | −18.1 (−0.6)               | −22.9 (−9.2)               | −4.1 (24.6)                |
| متوسط درجة الحرارة الصغرى °م (°ف)  | −30.1 (−22.2)              | −27.1 (−16.8)              | −20.3 (−4.5)               | −7.7 (18.1)                | 0.9 (33.6)                 | 6.2 (43.2)                 | 8.2 (46.8)                 | 5.2 (41.4)                 | −0.5 (31.1)                | −9.0 (15.8)                | −21.9 (−7.4)               | −27.1 (−16.8)              | −10.3 (13.5)               |
| أدنى درجة حرارة °م (°ف)            | −56.1 (−69.0)              | −58.3 (−72.9)              | −47.8 (−54.0)              | −40.6 (−41.1)              | −15.6 (3.9)                | −3.3 (26.1)                | −2.4 (27.7)                | −11.0 (12.2)               | −23.2 (−9.8)               | −36.5 (−33.7)              | −47.9 (−54.2)              | −54.4 (−65.9)              | −58.3 (−72.9)              |
| أدنى درجة حرارة تبريد الرياح       | −59.8                      | −58.6                      | −47.7                      | −37.9                      | −18.2                      | −3.5                       | 0.0                        | −9.2                       | −25.8                      | −41.0                      | −50.9                      | −63.8                      | −63.8                      |
| الهطول مم (إنش)                    | 19.4 (0.76)                | 12.8 (0.50)                | 9.9 (0.39)                 | 8.2 (0.32)                 | 30.8 (1.21)                | 38.2 (1.50)                | 49.0 (1.93)                | 43.4 (1.71)                | 34.0 (1.34)                | 31.4 (1.24)                | 25.5 (1.00)                | 22.0 (0.87)                | 324.4 (12.77)              |
| معدل هطول الأمطار مم (إنش)         | 0.1 (0.00)                 | 0.0 (0.0)                  | 0.3 (0.01)                 | 2.6 (0.10)                 | 28.4 (1.12)                | 38.2 (1.50)                | 49.0 (1.93)                | 43.1 (1.70)                | 29.7 (1.17)                | 9.4 (0.37)                 | 0.1 (0.00)                 | 0.4 (0.02)                 | 201.3 (7.93)               |
| متوسط تساقط الثلوج سم (إنش)        | 27.6 (10.9)                | 18.2 (7.2)                 | 12.1 (4.8)                 | 7.2 (2.8)                  | 2.5 (1.0)                  | 0.0 (0.0)                  | 0.0 (0.0)                  | 0.4 (0.2)                  | 4.6 (1.8)                  | 26.7 (10.5)                | 36.3 (14.3)                | 31.0 (12.2)                | 166.5 (65.6)               |
| متوسط أيام هطول الأمطار (≥ 0.2 mm) | 11.7                       | 8.7                        | 6.3                        | 4.5                        | 10.9                       | 12.0                       | 14.4                       | 13.7                       | 11.0                       | 12.7                       | 12.7                       | 11.5                       | 130.2                      |
| متوسط الأيام الممطرة (≥ 0.2 mm)    | 0.2                        | 0.0                        | 0.2                        | 2.0                        | 10.6                       | 12.0                       | 14.4                       | 13.6                       | 10.0                       | 3.8                        | 0.3                        | 0.1                        | 67.1                       |
| متوسط الأيام المثلجة (≥ 0.2 cm)    | 12.3                       | 9.8                        | 6.5                        | 3.2                        | 1.0                        | 0.0                        | 0.0                        | 0.1                        | 1.5                        | 9.9                        | 13.5                       | 12.2                       | 69.8                       |
| المصدر: Environment Canada         |                            |                            |                            |                            |                            |                            |                            |                            |                            |                            |                            |                            |                            |

## أعلام
- جورج نوريس وليامز
- فيكتور جورى